# 579

## Esdeveniments
- Fi de la Dinastia Qi del Nord a la Xina.
- El Papa Benet I és succeït pel Papa Pelagius II.
- Hormizd IV de Pèrsia succeeix Khosrau I com a rei de Pèrsia.
- Els eslaus comencen a emigrar als Balcans i Grècia.

## Necrològiques
- Papa Benet I